# Tá Se Achando
Tá se achando é o título de uma canção escrita pelo compositor Junior Pepato, e gravada por Guilherme & Santiago no álbum "Tudo Tem Um Porquê", lançado em 2010. A canção foi a segunda música de trabalho do álbum e, assim como a primeira, também fez um enorme sucesso. Foi inserida na trilha sonora de "Malhação 2010" da Rede Globo, e foi a música sertaneja mais executada nas rádios de todo o Brasil em setembro de 2010. Está entre os grandes sucessos de Guilherme & Santiago e sempre faz parte dos seus shows.

## Desempenho nas paradas

### Posições
| País   | Parada (2010)  | Melhor posição |
| ------ | -------------- | -------------- |
| Brasil | Brasil Hot 100 | 5              |